# Kenneth Lewis Anderson
Kenneth Lewis Anderson (11. september 1805 i Hillsborough i North Carolina – 3. juli 1845 i Texas) var en amerikansk advokat og den sidste vicepræsident i Republikken Texas.
Han arbejdede som skomager i sin hjemby i sine unge år. I 1824 boede han i Bedford County i Tennessee hvor blev han vicesherif i 1826 og sherif i 1830 og i 1832 var han oberst i militsen. 
I 1837 flyttede han og familien til San Augustine i Texas og hvor han arbejdede som sherif. Det var sandsynligvis efter at han flyttede til Texas at han studerede til advokat. Han blev valgt til inkassator i San Augustine af præsident Mirabeau B. Lamar og arbejdede med det frem til han stillede op som San Augustine Countys kandidat til kongressen i Texas i 1841.
I 1844 blev han valgt til vicepræsident i republikken. Etter USAs annektering af Texas startede han umiddelbart hjemrejsen til trods for at han var syg. Efter bare et par tre mil blussede feberen op og han døde kun 39 år gammel. 
Countyet Anderson County og byen Anderson er opkaldt efter ham.